# Reichstagswahlkreis Regierungsbezirk Gumbinnen 3

Die Wahlkreisaufteilung des Deutschen Reichs.

Der Reichstagswahlkreis Regierungsbezirk Gumbinnen 3 (in der reichsweiten Durchnummerierung auch Reichstagswahlkreis 13; nach den Kreisstädten der beiden Landkreise, die den Wahlkreis bildeten auch Reichstagswahlkreis Gumbinnen-Insterburg genannt) war der dritte Reichstagswahlkreis im Regierungsbezirk Gumbinnen der preußischen Provinz Westpreußen für die Reichstagswahlen im Deutschen Reich und im Norddeutschen Bund von 1867 bis 1918.

## Wahlkreiszuschnitt
Der Wahlkreis umfasste den Landkreis Gumbinnen ohne die Landgemeinde Grünheide, den Stadtkreis Insterburg und den Landkreis Insterburg.
| Jahr | Einwohner |
| ---- | --------- |
| 1890 | 120.652   |
| 1895 | 125.602   |
| 1900 | 125.320   |
| 1905 | 126.002   |
| 1910 | 128.932   |

|      | Landwirtschaft | Industrie und Gewerbe | Handel und Dienstleistungen |
| ---- | -------------- | --------------------- | --------------------------- |
| 1895 | 60,2           | 19,7                  | 20,1                        |
| 1907 | 58,0           | 19,8                  | 22,3                        |

|      | Evangelisch | Katholisch |
| ---- | ----------- | ---------- |
| 1890 | 98,3        | 0,7        |
| 1905 | 97,4        | 1,2        |
| 1910 | 96,6        | 2,0        |

## Abgeordnete
| Wahl                         | Abgeordneter                     | Partei                       | Bild |
| ---------------------------- | -------------------------------- | ---------------------------- | ---- |
| Reichstagswahl Februar 1867  | Reinhardt Vieth                  | Konservative Partei          | 0    |
| Reichstagswahl August 1867   | Albrecht von Preußen             | Konservative Partei          |      |
| Reichstagswahl 1871          | Robert Müllauer                  | Deutsche Fortschrittspartei  | 0    |
| Reichstagswahl 1874 bis 1878 | Konstanz von Saucken-Julienfelde | Deutsche Fortschrittspartei  |      |
| Reichstagswahl 1878 bis 1888 | Otto Saro                        | Deutschkonservativ           |      |
| Ersatzwahl 1888 bis 1893     | Gustav Dodillet                  | Deutschkonservativ           | 0    |
| Reichstagswahl 1893 bis 1912 | Julius Mentz                     | Deutschkonservativ           | 0    |
| Reichstagswahl 1912 bis 1918 | Ernst Siehr                      | Fortschrittliche Volkspartei |      |

## Wahlen

### 1867 (Februar)
Es fand nur ein Wahlgang statt.
| Kandidat        | Partei              | Stimmen | in % | Anmerkungen |
| --------------- | ------------------- | ------- | ---- | ----------- |
| Reinhardt Vieth | Konservative Partei | 8022    | 0    | 0           |

### 1867 (August)
Es fand nur ein Wahlgang statt.
| Kandidat             | Partei              | Stimmen | in % | Anmerkungen |
| -------------------- | ------------------- | ------- | ---- | ----------- |
| Albrecht von Preußen | Konservative Partei | 6828    | 0    | 0           |

### 1871
Es fand nur ein Wahlgang statt.
| Kandidat        | Partei                      | Stimmen | in % | Anmerkungen |
| --------------- | --------------------------- | ------- | ---- | ----------- |
|                 | Konservative Partei         | 4719    | 0    | 0           |
|                 | NLP                         | 757     | 0    | 0           |
| Robert Müllauer | Deutsche Fortschrittspartei | 5860    | 0    | 0           |
| Sonstige        | 0                           | 16      | 0    | 0           |

### 1874
Es fand nur ein Wahlgang statt.
| Kandidat                         | Partei                      | Stimmen | in % | Anmerkungen |
| -------------------------------- | --------------------------- | ------- | ---- | ----------- |
|                                  | Konservative Partei         | 3474    | 0    | 0           |
|                                  | Deutsche Fortschrittspartei | 417     | 0    | 0           |
| Konstanz von Saucken-Julienfelde | Deutsche Fortschrittspartei | 7165    | 0    | 0           |
| Sonstige                         | 0                           | 25      | 0    | 0           |

### 1877
Es fand nur ein Wahlgang statt.
| Kandidat                         | Partei                      | Stimmen | in % | Anmerkungen |
| -------------------------------- | --------------------------- | ------- | ---- | ----------- |
|                                  | Konservative Partei         | 3876    | 0    | 0           |
|                                  | SPD                         | 41      | 0    | 0           |
| Konstanz von Saucken-Julienfelde | Deutsche Fortschrittspartei | 5744    | 0    | 0           |
| Sonstige                         | 0                           | 34      | 0    | 0           |

### 1878
Es fand nur ein Wahlgang statt.
| Kandidat  | Partei                      | Stimmen | in % | Anmerkungen |
| --------- | --------------------------- | ------- | ---- | ----------- |
| Otto Saro | Deutschkonservative Partei  | 11085   | 0    | 0           |
|           | Deutsche Fortschrittspartei | 4482    | 0    | 0           |
| Sonstige  | 0                           | 8       | 0    | 0           |

| Kandidat  | Partei                      | Stimmen | in % | Anmerkungen |
| --------- | --------------------------- | ------- | ---- | ----------- |
| Otto Saro | Deutschkonservative Partei  | 8384    | 0    | 0           |
|           | Deutsche Fortschrittspartei | 6663    | 0    | 0           |
| Sonstige  | 0                           | 12      | 0    | 0           |

### 1884
Es fand nur ein Wahlgang statt. Die Zahl der Wahlberechtigten betrug 21.830 und die Zahl der abgegebenen Stimmen 15.752, von denen 34 ungültig waren. Die Wahlbeteiligung betrug 72,3 %.
| Kandidat  | Partei                      | Stimmen | in % | Anmerkungen |
| --------- | --------------------------- | ------- | ---- | ----------- |
| Otto Saro | Deutschkonservative Partei  | 10088   | 0    | 0           |
|           | Deutsche Fortschrittspartei | 5651    | 0    | 0           |
| Sonstige  | 0                           | 13      | 0    | 0           |

### 1887
Es fand nur ein Wahlgang statt. Die Zahl der Wahlberechtigten betrug 22.603 und die Zahl der abgegebenen Stimmen 18.372, von denen 21 ungültig waren. Die Wahlbeteiligung betrug 81,2 %.
| Kandidat  | Partei                      | Stimmen | in % | Anmerkungen |
| --------- | --------------------------- | ------- | ---- | ----------- |
| Otto Saro | Deutschkonservative Partei  | 12241   | 0    | 0           |
|           | Deutsche Fortschrittspartei | 6082    | 0    | 0           |
|           | SPD                         | 49      | 0    | 0           |
| Sonstige  | 0                           | 13      | 0    | 0           |

### Ersatzwahl 1888
Nach dem Tod Saros fand am 21. November 1888 eine Ersatzwahl statt. Es fand nur ein Wahlgang statt. Die Zahl der Wahlberechtigten betrug 22.660 und die Zahl der abgegebenen Stimmen 15.776, von denen 22 ungültig waren. Die Wahlbeteiligung betrug 69,8 %.
| Kandidat        | Partei                      | Stimmen | in % | Anmerkungen |
| --------------- | --------------------------- | ------- | ---- | ----------- |
| Gustav Dodillet | Deutschkonservative Partei  | 8426    | 0    | 0           |
|                 | Deutsche Fortschrittspartei | 7346    | 0    | 0           |
| Sonstige        | 0                           | 4       | 0    | 0           |

### 1890
Die Kartellparteien NLP und Konservative unterstützen den konservativen Kandidaten. Es fand ein Wahlgang statt. Die Zahl der Wahlberechtigten betrug 22.936 und die Zahl der abgegebenen Stimmen 17.890, von denen 23 ungültig waren. Die Wahlbeteiligung betrug 78,0 %.
| Kandidat        | Partei                      | Stimmen | in % | Anmerkungen              |
| --------------- | --------------------------- | ------- | ---- | ------------------------ |
| Dannenberg      | Deutsche Fortschrittspartei | 6309    | 35,3 | Gutsbesitzer in Rogainen |
| Gustav Dodillet | Deutschkonservative Partei  | 11.250  | 63,0 | 0                        |
| Carl Schultze   | SPD                         | 295     | 1,6  | 0                        |
| Sonstige        | 0                           | 13      | 0,1  | 0                        |

### 1893
Die BdL und die Konservative unterstützen den konservativen Kandidaten. Es fand ein Wahlgang statt. Die Zahl der Wahlberechtigten betrug 22.904 und die Zahl der abgegebenen Stimmen 16.532, von denen 39 ungültig waren. Die Wahlbeteiligung betrug 72,2 %.
| Kandidat      | Partei                     | Stimmen | in % | Anmerkungen |
| ------------- | -------------------------- | ------- | ---- | ----------- |
| Dannenberg    | FVP                        | 4348    | 26,4 | 0           |
| Julius Mentz  | Deutschkonservative Partei | 11.599  | 70,3 | 0           |
| Carl Schultze | SPD                        | 492     | 3,0  | 0           |
| Sonstige      | 0                          | 54      | 0,3  | 0           |

### 1898
Es sind keine Wahlkreisabkommen der Parteien überliefert. Es fand ein Wahlgang statt. Die Zahl der Wahlberechtigten betrug 23.246 und die Zahl der abgegebenen Stimmen 14.943, von denen 51 ungültig waren. Die Wahlbeteiligung betrug 64,3 %.
| Kandidat     | Partei                     | Stimmen | in % | Anmerkungen             |
| ------------ | -------------------------- | ------- | ---- | ----------------------- |
| Maul         | FVP                        | 2866    | 19,2 | Gutsbesitzer in Sprindt |
| Julius Mentz | Deutschkonservative Partei | 10.614  | 71,3 | 0                       |
| Hugo Haase   | SPD                        | 1367    | 9,2  | 0                       |
| Sonstige     | 0                          | 45      | 0,3  | 0                       |

### 1903
Die BdL und die Konservative unterstützen den konservativen Kandidaten. Es fand ein Wahlgang statt. Die Zahl der Wahlberechtigten betrug 23.771 und die Zahl der abgegebenen Stimmen 16.461, von denen 42 ungültig waren. Die Wahlbeteiligung betrug 69,2 %.
| Kandidat      | Partei                     | Stimmen | in % | Anmerkungen                     |
| ------------- | -------------------------- | ------- | ---- | ------------------------------- |
| Paetsch       | FVP                        | 2942    | 17,9 | Ziegeleibesitzer aus Insterburg |
| Julius Mentz  | Deutschkonservative Partei | 10.361  | 63,1 | 0                               |
| Hermann Linde | SPD                        | 3080    | 18,8 | 0                               |
| Sonstige      | 0                          | 36      | 0,2  | 0                               |

### 1907
Es sind keine Wahlkreisabkommen der Parteien überliefert. Es fand ein Wahlgang statt. Die Zahl der Wahlberechtigten betrug 24.276 und die Zahl der abgegebenen Stimmen 20.125, von denen 51 ungültig waren. Die Wahlbeteiligung betrug 82,9 %.
| Kandidat      | Partei                     | Stimmen | in % | Anmerkungen |
| ------------- | -------------------------- | ------- | ---- | ----------- |
| Paetsch       | FVP                        | 3632    | 18,1 | 0           |
| Julius Mentz  | Deutschkonservative Partei | 13.906  | 69,3 | 0           |
| Hermann Linde | SPD                        | 2517    | 12,5 | 0           |
| Sonstige      | 0                          | 19      | 0,1  | 0           |

### 1912
Es sind keine Wahlkreisabkommen der Parteien für die Hauptwahl überliefert. Es fanden zwei Wahlgänge statt. Die Zahl der Wahlberechtigten betrug 25.491 und die Zahl der abgegebenen Stimmen im ersten Wahlgang 21.783, von denen 66 ungültig waren. Die Wahlbeteiligung betrug 85,5 %.
| Kandidat        | Partei                     | Stimmen | in % | Anmerkungen                                  |
| --------------- | -------------------------- | ------- | ---- | -------------------------------------------- |
| Ernst Siehr     | FoVP                       | 5870    | 27,0 | 0                                            |
| Dr. Brandes     | Deutschkonservative Partei | 7902    | 36,4 | Gutsbesitzer in Althof                       |
| Peter Vormauer  | NLP                        | 4739    | 21,8 | Rittergutsbesitzer und Rentier in Königsberg |
| Joseph Lübbring | SPD                        | 3200    | 14,8 | 0                                            |
| Sonstige        | 0                          | 6       | 0,0  | 0                                            |

Die SPD rief in der Stichwahl zur Wahl des freisinnigen Kandidaten auf. Die NLP rief zur Wahl des freisinnigen Kandidaten oder Enthaltung auf. Der Vorsitzende des liberalen Bauernbundes rief zur Wahl des konservativen Kandidaten auf. Die Zahl der abgegebenen Stimmen in der Stichwahl betrug 21.863, von denen 43 ungültig waren. Die Wahlbeteiligung betrug 85,8 %.
| Kandidat    | Partei                     | Stimmen | in % | Anmerkungen |
| ----------- | -------------------------- | ------- | ---- | ----------- |
| Ernst Siehr | FoVP                       | 12.673  | 58,1 | 0           |
| Brandes     | Deutschkonservative Partei | 9147    | 41,0 | 0           |